# A' Katīgoria 1994-1995
L'edizione 1994-95 della A' Katīgoria fu la 56ª del massimo campionato cipriota; vide la vittoria finale dell'Anorthōsis, che conquistò il suo settimo titolo.
Capocannoniere del torneo fu Pampis Andreou del Nea Salamis Famagosta con 25 reti.

## Formula
Le 12 squadre partecipanti hanno disputato il campionato incontrandosi reciprocamente per tre volte, per un totale di 33 giornate. Non erano previste retrocessioni a causa della necessità di allargare il campionato a 14 squadre.

## Classifica finale
|  |    | Classifica finale    | G  | V  | N | P  | GF | GS | DR  | Punti |
|  | -- | -------------------- | -- | -- | - | -- | -- | -- | --- | ----- |
|  | 1  | Anorthōsis           | 33 | 22 | 7 | 4  | 71 | 25 | +46 | 73    |
|  | 2  | Omonia               | 33 | 20 | 7 | 6  | 82 | 32 | +50 | 67    |
|  | 3  | Nea Salamis          | 33 | 17 | 6 | 10 | 59 | 50 | +9  | 57    |
|  | 4  | Ethnikos Achnas      | 33 | 14 | 5 | 14 | 52 | 59 | -7  | 47    |
|  | 5  | APOEL (CC)           | 33 | 13 | 7 | 13 | 43 | 43 | +0  | 46    |
|  | 6  | Apollōn Limassol (C) | 33 | 13 | 6 | 14 | 50 | 46 | +4  | 45    |
|  | 7  | EN Paralimni         | 33 | 12 | 9 | 12 | 44 | 49 | -5  | 45    |
|  | 8  | Olympiakos Nicosia   | 33 | 13 | 5 | 15 | 41 | 65 | -24 | 44    |
|  | 9  | AEK Larnaca          | 33 | 12 | 6 | 15 | 50 | 48 | +2  | 42    |
|  | 10 | AEL Limassol         | 33 | 12 | 5 | 16 | 44 | 57 | -13 | 41    |
|  | 11 | Arīs Limassol        | 33 | 10 | 7 | 16 | 44 | 49 | -5  | 37    |
|  | 12 | Omonia Aradippou     | 33 | 3  | 4 | 26 | 37 | 94 | -57 | 13    |

G = Partite giocate; V = Vittorie; N = Nulle/Pareggi; P = Perse; GF = Goal fatti; GS = Goal subiti; DR = Differenza reti.
- (C): Campione nella stagione precedente
- (CC): Vince la Coppa di Cipro

### Verdetti
- Anorthosis Campione di Cipro 1994-95.
- Nessuna retrocessione.

### Qualificazioni alle Coppe europee
- UEFA Champions League 1995-1996: Anorthosis qualificato al turno preliminare.
- Coppa delle Coppe 1995-1996: APOEL qualificato al turno preliminare.
- Coppa UEFA 1995-1996: Omonia qualificato al turno preliminare.
- Coppa Intertoto 1995: Nea Salamis qualificato.